# Temporada 1998-1999 del Liceu
| Temporada 1998-1999 del Liceu |                         |                  |                   | |           |                  |
| Òpera                         | Compositor              | Director musical | Director d'escena | Papers principals                                                                                             | Producció | Dates            |
| El rapte en el serrall        | Wolfgang Amadeus Mozart | Francesc Guillén | Míriam Grau       | Ruth Nabal, David Alegret, Anna Feu, Oriol Rosés, Abel García                                                 |           | 7 al 21 de juny  |
| La flauta màgica              | Wolfgang Amadeus Mozart | Josep Pons       | Joan Font         | Josep Bros, Melba Ramos, Harry Peeters, Wolfgang Rauch                                                        |           | 11 al 22 de juny |
| Norma                         | Vincenzo Bellini        | Danile Callegari |                   | Gegam Gregorian, Francesco Ellero D'Artegna, Sharon Sweet, Verónica Villarroel, Rosa Maria Conesa, Josep Ruiz |           |                  |